# Parafia św. Jana Chrzciciela w Krzęcinie
Parafia pod wezwaniem Świętego Jana Chrzciciela w Krzęcinie – parafia rzymskokatolicka należąca do dekanatu Choszczno, archidiecezji szczecińsko-kamieńskiej, metropolii szczecińsko-kamieńskiej. Prowadzą ją księża diecezjalni. Siedziba parafii mieści się w Krzęcinie.

## Kościół parafialny
Kościół pw. św. Jana Chrzciciela w Krzęcinie

## Kościoły filialne i kaplice
- Kościół pw. Najświętszego Serca Pana Jezusa w Granowie[1]
- Kościół pw. św. Józefa Robotnika w Mielęcinie[1]
- Kościół pw. Matki Bożej Różańcowej w Przybysławiu[1]
- Kościół pw. Matki Bożej Częstochowskiej w Żeńsku[1]